# Emilio Miñana y Villagrasa
Emilio Miñana y Villagrasa (València, 1872 - 1 de desembre de 1937) fou un advocat valencià, acadèmic de la Reial Acadèmia de Ciències Morals i Polítiques.

## Biografia
Llicenciat en dret, fou professor de dret de la Universitat de Madrid i administrador del Centro Jurídico Internacional dirigit per Adolfo Bonilla y San Martín. En 1918 va col·laborar a la revista germanòfila Renovación Española.
Amb Adolfo Bonilla y San Martín va ser autor de la bibliografia jurídica comercial i va traduir les obres d'alguns filòsofs europeus, entre ells Kant, per a la seva Colección de filósofos españoles y extranjeros. En 1922 fou admès a la Reial Acadèmia de Ciències Morals i Polítiques, en la que va ingressar amb el discurs De la orientación y selección profesionales, on toca qüestions de psicologia aplicada a la vida professional i considera la psicologia com una de les ciències auxiliars més importants de l'Economia.

## Obres
- El anarquismo según las fuentes suecas y extranjeras (1906) de Friedrich Lindholm (traducció)
- Crítica de la razón práctica d'Immanuel Kant, amb Manuel García Morente
- Derecho mercantil (1923)